# Mixue Bingcheng
Mixue Bingcheng Company Limited («Мисюэ Бинчэн», в переводе с китайского «Медовый снежный город»; сокращённо MXBC) — китайская сеть общественного питания, специализирующаяся на реализации мороженого и чайных напитков (в том числе холодного чая, бабл-чая и фруктового чая) под брендом Mixue Ice Cream & Tea. Основана в 1997 году Чжаном Хунчао, штаб-квартира расположена в Чжэнчжоу.
По состоянию на конец 2023 года Mixue Bingcheng насчитывала более 25 тыс. франчайзинговых и собственных заведений в 31 провинции и районе Китая, а также более 3 тыс. заведений за рубежом (в том числе на Филиппинах, в Южной Корее, Японии, Вьетнаме, Лаосе, Камбодже, Таиланде, Малайзии, Сингапуре, Индонезии, Мьянме и Австралии). По состоянию на конец 2024 года компания управляла 46 479 магазинами по всему миру. 

## История
Компания Mixue Ice Cream & Tea основана студентом Чжаном Хунчао в 1997 году в городе Чжэнчжоу (провинция Хэнань). Сперва он продавал холодные напитки в уличном ларьке, затем открывал стационарные кафе, но их несколько раз сносили. С 2003 года бизнес Чжана начал расти, в 2006 году в меню появилось свежее мороженое, с 2007 года началось развитие франчайзинговой сети. В 2008 году была основана управляющая компания Mixue Ice Cream & Tea Trading Co. Ltd. 
В 2013 году была основана дочерняя компания Henan Daka Food, отвечающая за производство мороженого и напитков. В 2014 году сеть Mixue приступила к экспансии за пределы Чжэнчжоу и начала развитие складского и логистического подразделения. В 2018 году Mixue Ice Cream & Tea открыла новый промышленно-логистический парк и вышла на рынок Вьетнама. В 2020 году компания открыла своё 10-тысячное заведение и вышла на рынок Индонезии.
В 2021 году в связи с пандемией COVID-19 компания Mixue Bingcheng приостановила расширение сети и резко сократила поточные расходы заведений. Осенью 2022 года Mixue Bingcheng планировала провести IPO на Шэньчжэньской фондовой бирже, однако позже отозвала свою заявку. Кроме того, в 2022 — 2023 годах Mixue Ice Cream & Tea открыла франчайзинговые заведения в Сингапуре, Малайзии, Таиланде, Камбодже, Лаосе, Мьянме, Южной Корее, Японии и Австралии.
В апреле 2025 года Mixue Bingcheng вышла на рынок Центральной Азии и открыла первую торговую точку в Алматы (Казахстан).

## Деятельность
Компания Mixue Bingcheng Co. Ltd. управляет сетью Mixue Ice Cream & Tea; компания Henan Daka Food Co. Ltd. разрабатывает новые рецепты и производит пищевые ингредиенты; компания Shangdao Intelligent Supply Chain Co. Ltd. оказывает сети складские и логистические услуги. Основные доходы Mixue Bingcheng получает от франшизы, а также от продажи ингредиентов, упаковки и оборудования.
В уезде Аньюэ (провинция Сычуань) Mixue Bingcheng развивает садовые хозяйства, которые поставляют сети лимоны и другие фрукты.  
Основными товарами в сети Mixue являются мягкое мороженое в рожке; сандей с фруктами, ягодами, бобами, шоколадом, печеньем и джемом; чайные напитки (включая молочный чай с фруктовым желе и бобами, жасминовый чай с фруктами); кофейные напитки, смузи, лимонад и молочные коктейли. Бренд Mixue популярен в социальных сетях Китая и Юго-Восточной Азии.
Основными конкурентами Mixue Bingcheng на китайском рынке являются сети Luckin Coffee, Heytea, Starbucks и Nayuki.